# Barbus luluae
Barbus luluae är en fiskart som beskrevs av Fowler, 1930. Barbus luluae ingår i släktet Barbus och familjen karpfiskar. IUCN kategoriserar arten globalt som livskraftig. Inga underarter finns listade.